# X-Фактор
Х-Фактор («І́кс-Фа́ктор») — українська версія британського проєкту The X Factor — музичного талант-шоу, основною метою якого є пошук і розвиток пісенного таланту конкурсантів. Усіх конкурсантів обирають шляхом публічних прослуховувань.
До війни на сході країни знімальні кастинги відбувалися в Україні у містах-мільйонниках: Дніпрі, Львові, Донецьку, Одесі, Харкові та Києві. Попередні кастинги також відбувалися у Полтаві, Луганську, Запоріжжі, Сімферополі, Миколаєві, Чернівцях, Ужгороді, Луцьку та Рівному.
Шоу стартувало на телеканалі СТБ 4 вересня 2010 року. Вже у листопаді сайт телеканалу СТБ увійшов до списку 25 найкращих українських сайтів завдяки Х-Фактору.
У 2020 році проєкт призупинено у зв'язку з карантинними обмеженнями, пов'язаними з пандемією COVID-19, що тривали і в 2021 році. 

## Формат
Міжнародну The X Factor серію започаткував британський проєкт The X Factor, створений 2004 року відомим англійським продюсером Саймоном Ковеллом та компанією FremantleMedia. Адаптовані версії шоу були показані більш ніж у 20-ти країнах світу. На цей час проєкт «Ікс-Фактор» є одним з найпопулярніших співочих талант-шоу у світі, а його переможці неодмінно стали яскравими фігурами у шоу-бізнесі у своїх країнах.
«Ікс-Фактор» — слово-ідіома, з англійської: риса характеру, що не має чіткого визначення та пояснення; талант. У контексті даного шоу — «ікс-фактор» — частка «зірковості» у людині, «зірковий» талант.

### Кастинги
Шоу перш за все зацікавлено на ідентифікації співочого таланту, але яскрава індивідуальність, розкутість на сцені та хореографічні вміння, теж важливі елементи виступу, які можуть зацікавити суддів. Конкурсанти діляться на чотири категорії: «дівчата», «хлопці» («чоловіки»), категорія «старші за 25» або «молодші за 18» та «колективи».
Відбір учасників поділяється на п'ять етапів:
- Етап 1: Попередній кастинг, або Кастинг продюсерів (ці прослуховування дають змогу виступити перед суддями)
- Етап 2: Телевізійний кастинг (прослуховування перед суддями та глядачами, судді обирають найкращих виконавців)
- Етап 3: Тренувальний табір (конкурсанти виконують завдання суддів, судді відбирають 24 виконавців — по 6 виконавців у кожній категорії)
- Етап 4: Візит до суддів (1-5, 8 сезони) або випробування «стільці» (6-7, 9-10 сезони; у сезонах 5 та 8 випробування «стільці» було частиною етапу 3) (у кожній категорії суддя з 6 обирає 3 найкращих виконавців, які боротимуться за перемогу у прямих ефірах шоу)
- Етап 5: Прямі ефіри

### Прямі ефіри
Фінали складаються з двох шоу: у першому конкурсанти виконують одну пісню, а у другому оголошуються результати глядацького голосування.
Під час перших прямих ефірів кожен з конкурсантів виконує лише одну пісню перед аудиторією у студії та суддями, зазвичай всі конкурсанти співають наживо під записану музичну фонограму. Деякі виступи супроводжуються хореографічними постановками та живим оркестром. Після виступу кожного конкурсанту судді коментують його номер, суддя захищає свого конкурсанта від критики суддів-суперників. Лінії для голосування відкриваються одразу після виступу всіх конкурсантів. Формат виступів змінюється, коли у змаганні залишаються 4 або 5 учасників. Тоді кожен з конкурсантів виконує дві пісні. Так триває, допоки лише три учасники залишаться у шоу, ці троє стають фіналістами. У Фіналі остаточно визначається переможець програми шляхом суспільного глядацького голосування.

### Результати
Перед оголошенням результатів попереднього шоу, на сцену запрошується відома людина зі світу шоу-бізнесу зі своїм виступом. Далі оголошуються два конкурсанти, що набрали найменшу кількість голосів. Ці двоє виконують ще одну пісню; виступ відверто обговорюється суддями, і вони вирішують, хто покине шоу. Якщо кожен з двох номінованих конкурсантів отримують однакову кількість голосів від суддів, оприлюднюється результат глядацького голосування, і той з двох, за кого глядачі віддали найменше голосів залишає програму. Однак, під час другого прямого ефіру, коли за результатами голосування суддів голоси розподілились порівну, було вирішено залишити обох учасників — гурт «Діти капітана Гранта» та Дмитра Скалозубова. Фактична кількість глядацьких голосів ніколи не оприлюднюється, допоки не обрано переможця.
Коли у програмі залишаються 4 або 5 учасників, конкурсант, який набрав найменшу кількість голосів залишає шоу автоматично; судді не голосують, а лише коментують виступи.
Починаючи з 5 сезону, судді більше не вирішують долі номінантів. Майбутнє учасників вирішують тільки телеглядачі шляхом додаткового голосування за тих конкурсантів, які обрали найменшу кількість голосів протягом основного голосування. У 4-6 прямих ефірах 5 сезону конкурсант, який набрав найменшу кількість голосів, залишає шоу одразу. Ще двоє допускаються до додаткового голосування. Той, хто набирає більшу кількість голосів, проходить далі. Таким чином, в цих ефірах йшло відразу два учасники.

## Сезони
| Сезон | Прем'єра        | Фінал          | Переможець                  | Суперфіналіст     | Фіналіст             | Півфіналіст          | Тренер-переможець | Ведучі          | Ведучі          | Ведучі       | Судді          | Судді          | Судді          | Судді             |
| Сезон | Прем'єра        | Фінал          | Переможець                  | Суперфіналіст     | Фіналіст             | Півфіналіст          | Тренер-переможець | Ведуча          | Ведучий         | Backstage    | 1              | 2              | 3              | 4                 |
| ----- | --------------- | -------------- | --------------------------- | ----------------- | -------------------- | -------------------- | ----------------- | --------------- | --------------- | ------------ | -------------- | -------------- | -------------- | ----------------- |
| 1     | 4 вересня 2010  | 8 січня 2011   | Олексій Кузнєцов            | Марія Рак         | Володимир Ткаченко   | Олександр Кривошапко | Йолка             | Оксана Марченко | -               | -            | Сергій Сосєдов | Йолка          | Серьога        | Ігор Кондратюк    |
| 2     | 27 серпня 2011  | 31 грудня 2011 | Віктор Романченко           | Олег Кензов       | Владислав Курасов    | Аркадій і Маліка     | Серьога           | Оксана Марченко | -               | -            | Сергій Сосєдов | Йолка          | Серьога        | Ігор Кондратюк    |
| 3     | 1 вересня 2012  | 5 січня 2013   | Аїда Ніколайчук             | Євген Литвинкович | Олексій Смирнов      | Дмитро Сисоєв        | Ігор Кондратюк    | Оксана Марченко | -               | -            | Сергій Сосєдов | Серьога        | Ірина Дубцова  | Ігор Кондратюк    |
| 4     | 31 серпня 2013  | 4 січня 2014   | Олександр Порядинський      | «Тріода»          | Сергій Гладир        | «Two voices»         | Ірина Дубцова     | Оксана Марченко | -               | -            | Сергій Сосєдов | Ірина Дубцова  | Серьога        | Ігор Кондратюк    |
| 5     | 23 серпня 2014  | 27 грудня 2014 | Дмитро Бабак                | «Екстрим»         | Кирило Каплуновський | Валерія Симулик      | Ніно Катамадзе    | Оксана Марченко | -               | -            | Сергій Сосєдов | Ніно Катамадзе | Іван Дорн      | Ігор Кондратюк    |
| 6     | 22 серпня 2015  | 26 грудня 2015 | Костя Бочаров               | Богдан Совик      | Аліна Паш            | Наталія Папазоглу    | Ігор Кондратюк    | Оксана Марченко | -               | -            | Сергій Сосєдов | Ніно Катамадзе | Андрій Хливнюк | Ігор Кондратюк    |
| 7     | 27 серпня 2016  | 24 грудня 2016 | Севак Ханагян               | «DETACH»          | «Mountain Breeze»    | Вітольд Петровський  | Антон Савлепов    | Оксана Марченко | Андрій Бєдняков | Юлія Карпова | Андрій Данилко | Юлія Саніна    | Антон Савлепов | Костянтин Меладзе |
| 8     | 2 вересня 2017  | 30 грудня 2017 | Михайло Панчишин (PTASHKIN) | «Yurcash»         | Дарина Ступак        | Олена Зуєва          | Дмитро Шуров      | -               | Андрій Бєдняков | Юлія Карпова | Андрій Данилко | Дмитро Шуров   | NK             | Олег Винник       |
| 9     | 1 вересня 2018  | 29 грудня 2018 | ZBSband                     | Дмитро Волканов   | Марк Савін           | Ольга Жмуріна        | NK                | -               | Андрій Бєдняков | Юлія Карпова | Андрій Данилко | Дмитро Шуров   | NK             | Олег Винник       |
| 10    | 14 вересня 2019 | 28 грудня 2019 | Еліна Іващенко              | Георгій Колдун    | Антон Вельбой        | Марія Стопник        | Ігор Кондратюк    | -               | Дар'я Трегубова | Артур Логай  | Андрій Данилко | NK             | Оля Полякова   | Ігор Кондратюк    |

## 1 сезон
Перший сезон українського X-Фактора почав виходити в ефір 4 вересня 2010, що веде шоу стала Оксана Марченко. Суддями першого сезону були шоу-мен Ігор Кондратюк, співачка Йолка, репер Серьога і музичний критик Сергій Сосєдов.

### Фіналісти

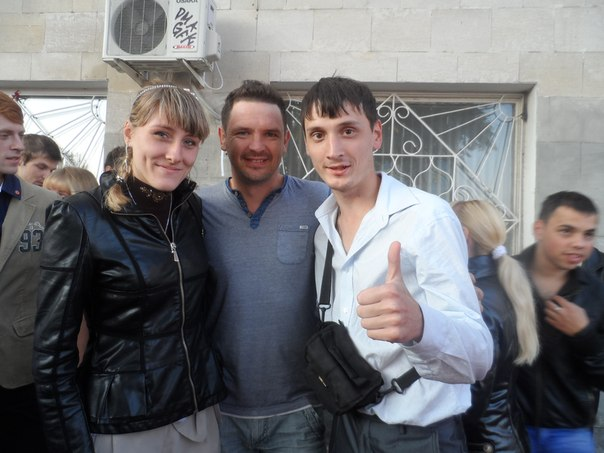
Співак Віктор Романченко (по центру) з фанатами

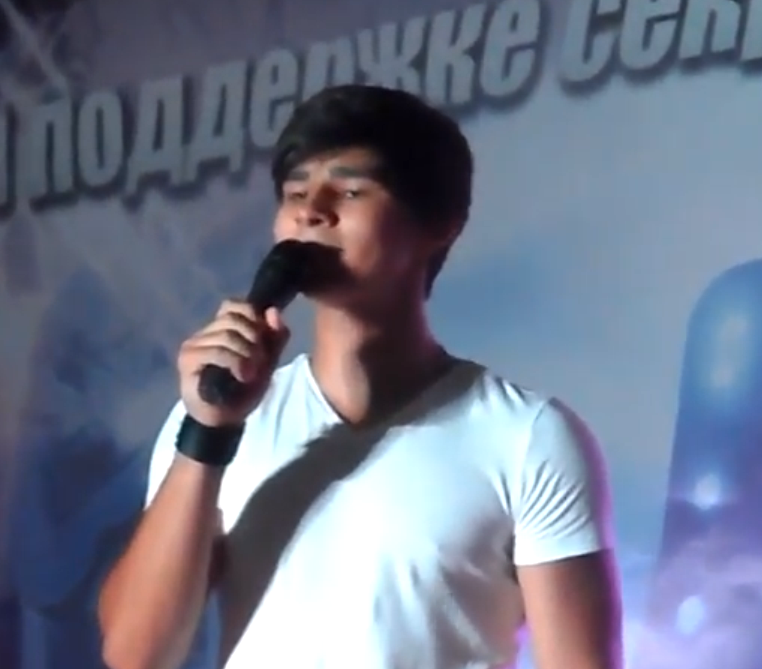
Микита Ломакін

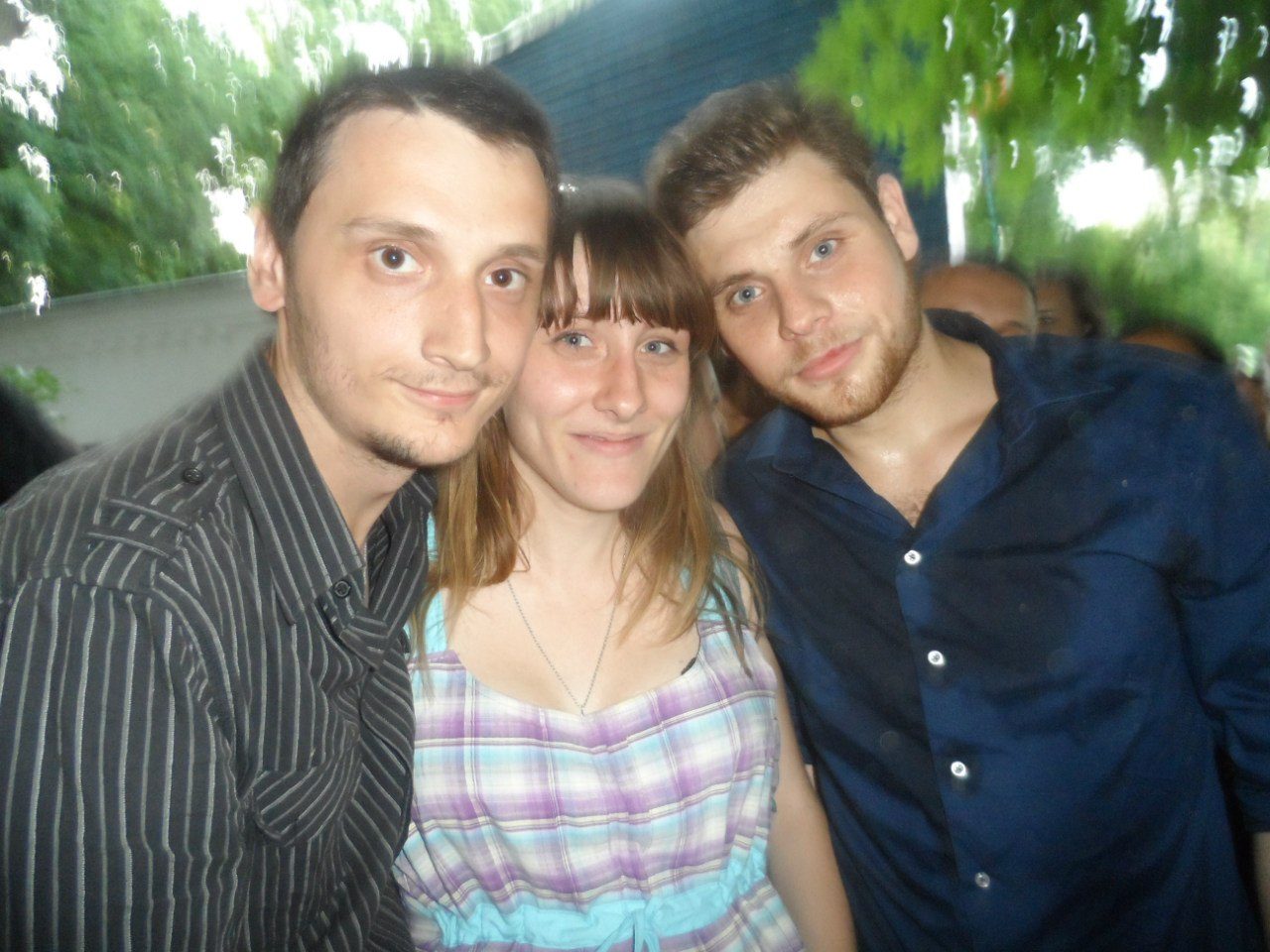
Артур Логай

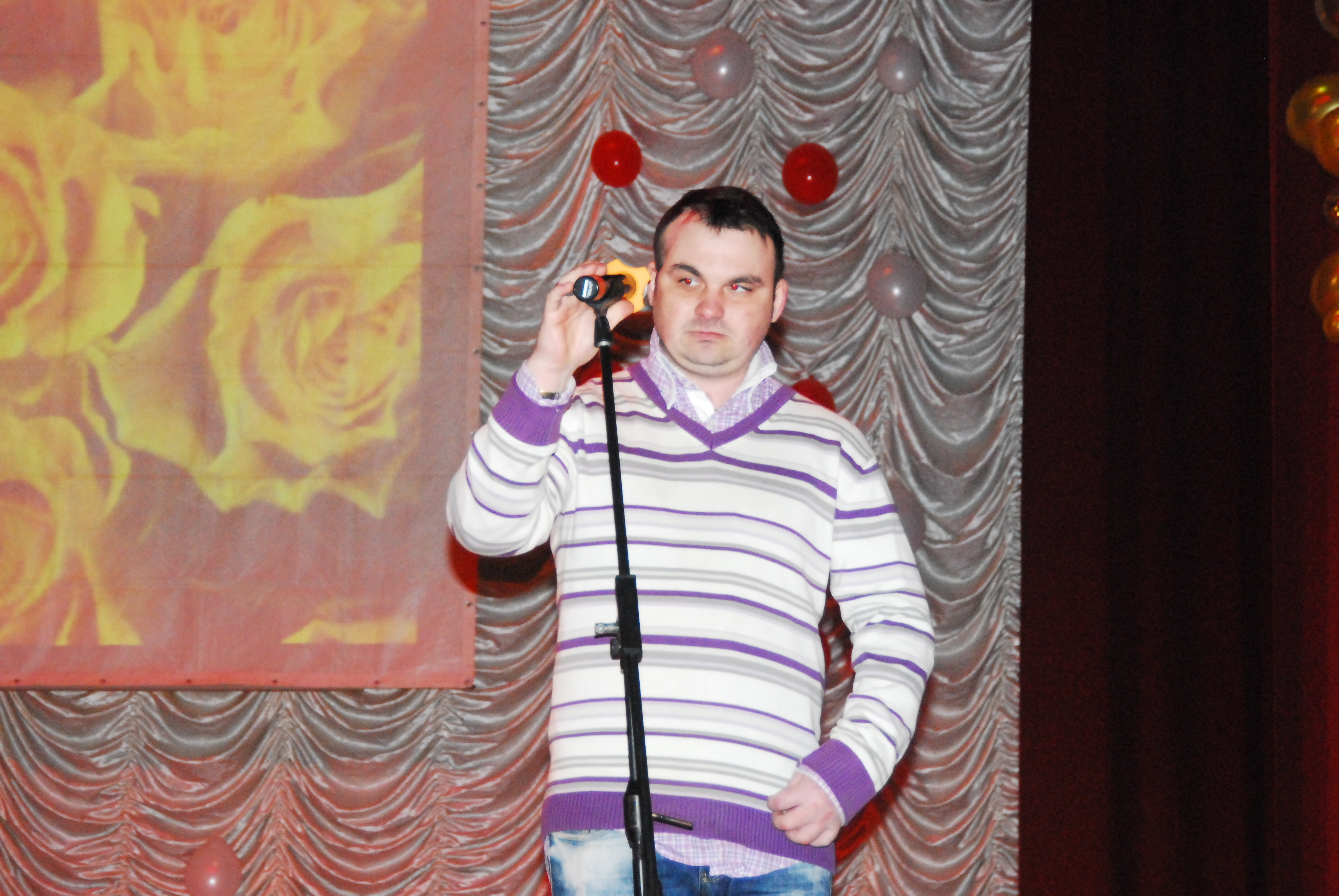
Микола Ільїн, Мелітополь, 32 роки

Кольоровий ключ:
     — Переможець
     — Суперфіналіст (ка)
     — Фіналіст (ка)
     — Учасник вибув тільки за результатами голосування телеглядачів
     — Учасник вибув з голосування суддів і телеглядачів
| Категорія (наставник)          | Топ 12                           | Топ 12                                    | Топ 12                                 |
| ------------------------------ | -------------------------------- | ----------------------------------------- | -------------------------------------- |
| Ігор Кондратюк (дівчата 14-25) | Марія Рак 2 місце                | Тетяна Зотова 8 місце                     | Марія Стасюк 11 місце                  |
| Серьога (колективи)            | «Діти капітана Гранта» 5-6 місце | Олександр Павлик і Сергій Семенов 7 місце | Дмитро Монатик та Іван Сафаров 9 місце |
| Йолка (хлопці 14-25)           | Олексій Кузнєцов 1 місце         | Олександр Кривошапко 3 місце              | Дмитро Скалозубов 10 місце             |
| Сергій Сосєдов (25+)           | Володимир Ткаченко 4 місце       | Ірина Борисюк 5-6 місце                   | Юрій Богуславський 12 місце            |

- 1 місце (переможець) — Олексій Кузнєцов (Йолка) — Макіївка, 19 років
- 2 місце (суперфіналіст) — Марія Рак (Ігор Кондратюк) — Бородянка, 22 роки
- 3-4 місце (фіналіст) — Олександр Кривошапко (Йолка) — Маріуполь, 18 років
- 3-4 місце (півфіналіст) — Володимир Ткаченко (Сергій Сосєдов) — Дніпро, 27 років
- 5-6 місце — Ірина Борисюк (Сергій Сосєдов) — Тернопіль, 33 роки
- 5-6 місце — Група Діти Капітана Гранта (Серьога) — Харків
- 7 місце — Дует Павлик і Семенов (Серьога) — Київ, 26 років і 31 рік
- 8 місце — Тетяна Зотова (Ігор Кондратюк) — Харків, 18 років
- 9 місце — Дует Дмитро Монатик і Сафаров (Серьога) — Луцьк, Дружківка, 24 роки та 16 років
- 10 місце — Дмитро Скалозубов (Йолка) — Марганець, 22 роки
- 11 місце — Марія Стасюк (Ігор Кондратюк) — Київ, 15 років
- 12 місце — Юрій Богуславський (Сергій Сосєдов) — Дніпро, 42 роки

## 2 сезон
Другий сезон стартував 27 серпня 2011 року. Склад журі та ведуча залишилися незмінними. Кастинги нового сезону шоу розпочалися у Донецьку — місті, де на кастинг попереднього сезону прийшов його майбутній переможець — Олексій Кузнєцов.

### Фіналісти
Кольоровий ключ:
     — Переможець
     — Суперфіналісти
     — Фіналіст
     — Учасник вибув тільки за результатами голосування телеглядачів
     — Учасник вибув з голосування суддів і телеглядачів
| Категорія (наставник)          | Топ 12                       | Топ 12                     | Топ 12                    |
| ------------------------------ | ---------------------------- | -------------------------- | ------------------------- |
| Ігор Кондратюк (хлопці 14-25)  | Олег Кензов Суперфіналіст    | Владислав Курасов Фіналіст | Роман Веремейчик 5 місце  |
| Серьога (25+)                  | Віктор Романченко Переможець | Анна Охрицька 7 місце      | Володимир Куликов 8 місце |
| Йолка (колективи)              | Аркадій і Маліка 4 місце     | «Максимум» 10 місце        | «Аква» 12 місце           |
| Сергій Сосєдов (дівчата 14-25) | Світлана Винник 6 місце      | Євгенія Тарайкович 9 місце | Валерія Локтенко 11 місце |

- 1 місце (переможець) — Віктор Романченко (Серьога) — 33 роки, Херсон
- 2 місце (суперфіналіст) — Олег Кензов (Ігор Кондратюк) — 23 роки, Полтава
- 3 місце (фіналіст) — Владислав Курасов (Ігор Кондратюк) — 16 років, Краснодар (Росія)
- 4 місце (півфіналісти) — Дует Аркадій і Маліка (Йолка) — 22 і 19 років, Ковель, Одеса
- 5 місце — Роман Веремейчик (Ігор Кондратюк) — Торез, 21 рік
- 6 місце — Світлана Винник (Сергій Сосєдов) — Дніпро, 21 рік
- 7 місце — Анна Охрицька (Серьога) — Харцизьк, 29 років
- 8 місце — Володимир Куликов (Серьога) — Дніпро, 71 рік
- 9 місце — Женя Тарайкович (Сергій Сосєдов) — Полтава, 16 років
- 10 місце — Тріо «Максимум» (Йолка) — Вінниця
- 11 місце — Валерія Локтенко (Сергій Сосєдов) — Донецьк, 15 років
- 12 місце — Група «АКВА» (Йолка) — Катерина, Юлія, Анастасія, Олена. — Донецьк

## 3 сезон
Третій сезон шоу почався 1 вересня 2012 року. У прослуховуваннях взяли участь понад 40000 осіб. Склад журі змінився: замість Йолки з'явилася Ірина Дубцова. У суперфінал шоу вийшли підопічні Ігоря Кондратюка, а перемогла в шоу Аїда Ніколайчук.

### Фіналісти
Кольоровий ключ:
     — Переможець
     — Суперфіналіст
     — Фіналіст
     — Учасник вибув тільки за результатами голосування телеглядачів
     — Учасник вибув з голосування суддів і телеглядачів
| Категорія (наставник)          | Топ 12                     | Топ 12                          | Топ 12                       |
| ------------------------------ | -------------------------- | ------------------------------- | ---------------------------- |
| Ігор Кондратюк (25+)           | Аїда Ніколайчук Переможець | Євген Літвінкович Суперфіналіст | Андрій Діденко 7 місце       |
| Ірина Дубцова (колективи)      | «D-версія» 5 місце         | «3D» 8 місце                    | Віолетта і Анатолій 11 місце |
| Серьога (хлопці 14-25)         | Олексій Смирнов Фіналіст   | Дмитро Сисоєв 4 місце           | Ілля Єфімов 10 місце         |
| Сергій Сосєдов (дівчата 14-25) | Юлія Плаксіна 6 місце      | Жанна Перегон 9 місце           | Мелен Пасса 12 місце         |

- 1 місце (переможець) — Аіда Ніколайчук, Одеса, 30 років (Ігор Кондратюк)
- 2 місце (суперфіналіст) — Євген Літвінкович, Жодіно (Білорусь), 31 рік (Ігор Кондратюк)
- 3 місце (фіналіст) — Олексій Смирнов, 23 роки (Серьога)
- 4 місце (півфіналіст) — Дмитро Сисоєв, Львів, 22 роки (Серьога)
- 5 місце — Група «D-Версія» / В'ячеслав Єфремов, Данило Клягин і Назар Хасан, Луганськ / Донецьк / Львів (Ірина Дубцова)
- 6 місце — Юлія Плаксіна, 20 років (Сергій Сосєдов)
- 7 місце — Андрій Діденко, Полтава, 26 років (Ігор Кондратюк)
- 8 місце — група «3D» / Олександра Прилепська, Світлана Легенька, Анна Шут (Ірина Дубцова)
- 9 місце — Жанна Перегон, 19 років (Сергій Сосєдов)
- 10 місце — Ілля Єфімов, 21 рік (Серьога)
- 11 місце — «Віолетта і Анатолій» (Ірина Дубцова)
- 12 місце — Мелен Пасса, 20 років (Сергій Сосєдов)

## 4 сезон
Старт четвертого сезону відбувся 31 серпня 2013-го. Склад журі залишається колишнім. Оцінювати вокальні дані учасників будуть: Ігор Кондратюк, Серьога, Ірина Дубцова і Сергій Сосєдов. У цьому сезоні судді вирішили змінити категорії: «Молодше 18», «Хлопці (будь-якого віку старше 18)», «Дівчата (будь-якого віку старше 18)» і «Колективи»

### Фіналісти
Кольоровий ключ:
     — Переможець
     — Суперфіналісти
     — Фіналіст
     — Учасник вибув тільки за результатами голосування телеглядачів
     — Учасник вибув з голосування суддів і телеглядачів
| Категорія (наставник)         | Топ 12                         | Топ 12                    | Топ 12                     |
| ----------------------------- | ------------------------------ | ------------------------- | -------------------------- |
| Ігор Кондратюк (колективи)    | «Тріода» 2 місце               | дует «Two voices» 4 місце | «Клей Угрюмого» 10 місце   |
| Серьога (дівчата)             | Дарина Ковтун 5 місце          | Марія Кацева 8 місце      | Анастасія Рубцова 11 місце |
| Ірина Дубцова (молодше 18-ти) | Олександр Порядинський 1 місце | Данило Рувинский 7 місце  | Микита Ломакін 9 місце     |
| Сергій Сосєдов (хлопці)       | Сергій Гладир Фіналіст         | Михайло Мостовий 6 місце  | Євген Шпаченко 12 місце    |

- 1 місце (переможець) — Олександр Порядинський, село Гнідинці, Чернігівська обл., 15 років (Ірина Дубцова)
- 2 місце (суперфіналіст) — Колектив «Тріода», Тернопіль (Ігор Кондратюк)
- 3 місце (фіналіст) — Сергій Гладир Львів, 34 роки (Сергій Сосєдов)
- 4 місце (дівчата) — Дарина Ковтун, Одеса, 22 роки (Серьога)
- 5 місце — (півфіналіст) — дует «Two voices» (Ігор Кондратюк)
- 6 місце — Михайло Мостовий, 34 роки (Сергій Сосєдов)
- 7 місце — Данило Рувинский, 14 років (Ірина Дубцова)
- 8 місце — Марія Кацева, Єкатеринбург, 29 років (Серьога)
- 9 місце — Микита Ломакін, 15 років (Ірина Дубцова)
- 10 місце — «Клей Угрюмого» (Ігор Кондратюк)
- 11 місце — Анастасія Рубцова, 24 роки (Серьога)
- 12 місце — Євген Шпаченко, 19 років (Сергій Сосєдов)

## 5 сезон
Старт п'ятого сезону відбувся 23 серпня 2014-го. Ведучою проєкту залишилася Оксана Марченко, а ось в складі журі відбулися істотні зміни. Тепер оцінювати вокальні дані учасників будуть: незмінні Ігор Кондратюк і Сергій Сосєдов, колегами по суддівському столу в 5 сезоні також будуть: грузинська співачка Ніно Катамадзе, а також український співак Іван Дорн. Категорії учасників 5 сезону будуть такими ж, як у перших трьох сезонах: «Дівчата, 14-25 років», «Хлопці, 14-25 років», «Старше 25 років», «Колективи». Вперше в історії шоу, судді з першого прямого ефіру не мають права голосу. Учасники вибувають виключно за рішенням телеглядачів (Судді — 0 %, Телеглядачі — 100 %)

### Фіналісти
Кольоровий ключ:
     — Переможець
     — Суперфіналіст
     — Фіналіст
     — Учасник вибув за результатами голосування телеглядачів та за рішенням суддів
     — Учасник вибув тільки за результатами голосування телеглядачів

| Категорія (наставник)      | Топ 12                  | Топ 12                       | Топ 12                    |
| -------------------------- | ----------------------- | ---------------------------- | ------------------------- |
| Ігор Кондратюк (25+)       | Ірина Василенко 6 місце | Владислав Павлюк 7 місце     | Владислав Ульянич 8 місце |
| Іван Дорн (дівчата)        | Валерія Симулик 4 місце | Олеся Матакова 5 місце       | Санта Данелевіча 9 місце  |
| Ніно Катамадзе (хлопці)    | Дмитро Бабак Переможець | Кирило Каплуновський 3 місце | Артур Логай 10 місце      |
| Сергій Сосєдов (колективи) | Тріо «Екстрим» 2 місце  | Дует «Типажи» 11 місце       | «Ray Band» 12 місце       |

- 1 місце — (переможець) — Дмитро Бабак, Петрівське, 22 роки (Ніно Катамадзе)
- 2 місце — (суперфіналіст) — Тріо «Екстрім» (Станіслав Панькин, Ельдар Кабіров, Сергій Юрченко) (Сергій Сосєдов)
- 3 місце — (фіналіст) — Кирило Каплуновський, 20 років (Ніно Катамадзе)
- 4 місце — (півфіналіст) — Валерія Симулик, 14 років (Іван Дорн)
- 5 місце — (півфіналіст) — Олеся Матакова, 23 роки (Іван Дорн)
- 6 місце — Ірина Василенко, 28 років (Ігор Кондратюк)
- 7 місце — Владислав Павлюк, 25 років (Ігор Кондратюк)
- 8 місце — Владислав Ульянич, 26 років (Ігор Кондратюк)
- 9 місце — Санта Данелевіча, 22 роки (Іван Дорн)
- 10 місце — Артур Логай, 21 рік (Ніно Катамадзе)
- 11 місце — Дует «Типажі» (Денис і Максим Захарченко) (Сергій Сосєдов)
- 12 місце — RAY BAND (Платон Левітів, Артем Гожий, Ігор Шеремет, Антон Гожий) (Сергій Сосєдов)

## 6 сезон
Старт шостого сезону відбувся 22 серпня 2015. Ведуча шоу — Оксана Марченко, судді шоу — Сергій Сосєдов, Ніно Катамадзе, Андрій Хливнюк, Ігор Кондратюк. Нововведеннями в цьому сезоні є участь музичних колективів з одним вокалістом і «Золота кнопка», яку можуть натиснути кожен із суддів один раз і учасник, який виступає на кастингу, може потрапити відразу на останнє випробування перед прямими ефірами, минаючи тренувальний табір.
Переміг в шостому сезоні Костянтин Бочаров, підопічний Ігоря Кондратюка.

### Фіналісти
Кольоровий ключ:
     — Переможець
     — Суперфіналісти
     — Фіналіст
     — Півфіналіст
     — Учасник вибув тільки за результатами голосування телеглядачів
     — Учасник вибув з голосування суддів і телеглядачів

| Категорія (наставник)      | Топ 12                       | Топ 12                    | Топ 12                       |
| -------------------------- | ---------------------------- | ------------------------- | ---------------------------- |
| Ігор Кондратюк (хлопці)    | Костянтин Бочаров Переможець | Андрій Інкін 7 місце      | Бесо Немсадзе 12 місце       |
| Андрій Хливнюк (колективи) | Біла Вежа 5 місце            | Epolets 6 місце           | Sparkle 10 місце             |
| Ніно Катамадзе (дівчата)   | Аліна Паш 3 місце            | Ніні Нуцубідзе 9 місце    | Татия Кобаладзе 11 місце     |
| Сергій Сосєдов (25+)       | Богдан Совик 2 місце         | Наталія Папазоглу 4 місце | Кристина Мартіашвілі 8 місце |

- 1 місце — (переможець) — Костянтин Бочаров, Одеса, 18 років (Ігор Кондратюк)
- 2 місце — (суперфіналіст) — Богдан Совик, 35 років (Сергій Сосєдов)
- 3 місце — (фіналістка) — Аліна Паш, Закарпатті, 22 роки (Ніно Катамадзе)
- 4 місце — (півфіналістка) — Наталя Папазоглу, 32 роки (Сергій Сосєдов)
- 5 місце — (півфіналіст) — Біла Вежа (Максим Іващенко, Андрій Ейсмонт, Андрій Томашенко, Сергій Іванов, Ярослав Гравицький Олексій Андрійович, Євген Скоценко) (Андрій Хливнюк)
- 6 місце — Epolets (Павло Варениця, Олександр Решетар, Андрій Головерда, Ігор Смирнов) (Андрій Хливнюк)
- 7 місце — Андрій Інкін, Полтава, 22 роки (Ігор Кондратюк)
- 8 місце — Кристині Мартіашвілі, 27 років (Сергій Сосєдов)
- 9 місце — Ніні Нуцубідзе, 15 років (Ніно Катамадзе)
- 10 місце — Sparkle (Ані Чхеїдзе, Ніні Гвелісіані, Саломе Меребашвілі) (Андрій Хливнюк)
- 11 місце — Татия Кобаладзе, 23 роки (Ніно Катамадзе)
- 12 місце — Бесо Немсадзе, 24 роки (Ігор Кондратюк)

## 7 сезон
У сьомому сезоні відбулася повна заміна складу журі. Суддівські крісла зайняли продюсер і композитор Костянтин Меладзе; артист, автор і композитор Андрій Данилко; фронтвумен групи The Hardkiss Юлія Саніна та екслідер Quest Pistols Show соліст групи «Агонь» Антон Савлепов. Також вперше в українській адаптації проєкту концерти вели двоє ведучих. До незмінної ведучої проєкту Оксані Марченко приєднався Андрій Бедняков. У цьому сезоні категорії скасовані.

### Фіналісти
Кольоровий ключ:
     — Переможець
     — Суперфіналісти
     — Фіналіст
     — Півфіналіст
     — Учасник вибув тільки за результатами голосування телеглядачів
     — Учасник вибув з голосування суддів і телеглядачів
     — Учасник поза конкурсом

| Категорія (наставник) | Топ 13                                 | Топ 13                                 | Топ 13                                 |
| --------------------- | -------------------------------------- | -------------------------------------- | -------------------------------------- |
| Костянтин Меладзе     | Вітольд Петровський 4 місце            | Руслана Кірющенко 10 місце             | Костянтин Бітєєв 11 місце              |
| Антон Савлепов        | Севак Ханагян 1 місце                  | Олексій Кудрявцев 6 місце              | «Без Обмежень» 9 місце                 |
| Юлія Саніна           | «DETACH» 2 місце                       | Павло Пігура і Віталій Сичак 8 місце   | Дар'я Соколовська 7 місце              |
| Андрій Данилко        | «Mountain Breeze» 3 місце              | Ірина Бровкіна 12 місце                | Олександр Юпатов 13 місце              |
| Джокер                | «The Hypnotunez» 5 місце               | «The Hypnotunez» 5 місце               | «The Hypnotunez» 5 місце               |
| Ігор Кондратюк        | Олександр Ломія учасник поза конкурсом | Олександр Ломія учасник поза конкурсом | Олександр Ломія учасник поза конкурсом |

- 1 місце — (переможець) — Севак Ханагян, Мецаван, Вірменія 29 років (Антон Савлепов)
- 2 місце — (суперфіналіст) — «DETACH», Київ (Олексій Веренчік, Денис Фандера, Максим Стадник, Руслан Войтович, Євген Астаф'єв), (Юлія Саніна)
- 3 місце — (фіналіст) — Mountain Breeze, Полтава (Олександр Біляк, Ілля Біляк, Мирослав Щербак), (Андрій Данилко)
- 4 місце — (півфіналіст) — Вітольд Петровський, Москва, Росія, 30 років (Костянтин Меладзе)
- 5 місце — The Hypnotunez, Вінниця (Гера Луідзе, Володимир Линник, Олег Прокопчук, Сергій Суздальцев, Тимур Ахматов), (Джокер)
- 6 місце — Олексій Кудрявцев, Тавда, Росія, 23 роки (Антон Савлепов)
- 7 місце — Дар'я Соколовська, Житомир, 17 років (Юлія Саніна)
- 8 місце — Павло Пігура і Віталій Сичак, Львів, (Юлія Саніна)
- 9 місце — Без обмежень, Київ (Сергій Танчинець, Олександр Адаменко, Андрій Радько, Антон Вихристюк), (Антон Савлепов)
- 10 місце — Руслана Кірющенко, Одеса, 16 років (Костянтин Меладзе)
- 11 місце — Костянтин Бітєєв, Санкт-Петербург, Росія, 23 роки (Костянтин Меладзе)
- 12 місце — Ірина Бровкіна, 55 років (Андрій Данилко)
- 13 місце — Олександр Юпатов, 24 роки (Андрій Данилко)
- Учасник поза конкурсом — Олександр Ломія, Санкт-Петербург, Росія, 32 роки (Ігор Кондратюк)

## 8 сезон
Восьмий сезон розпочався 2 вересня 2017 року. Ведучий шоу — Андрій Бєдняков. Новими суддями стали NK, Олег Винник і Дмитро Шуров. З минулого складу залишився Андрій Данилко. Також повернувся етап «прослуховування в будинках суддів», а етап зі стільцями об'єднаний з прослуховуваннями у тренувальному таборі.

### Фіналісти
Кольоровий ключ:
     — Переможець
     — Суперфіналісти
     — Фіналіст
     — Півфіналіст
     — Учасник вибув тільки за результатами голосування телеглядачів
     — Учасник вибув з голосування суддів і телеглядачів

| Категорія (наставник)      | Топ 13                   | Топ 13                           | Топ 13                     | Топ 13                     |
| -------------------------- | ------------------------ | -------------------------------- | -------------------------- | -------------------------- |
| Олег Винник (30+)          | Олена Зуєва 4 місце      | Микола Ільїн 6 місце             | Альона Романовська 9 місце | Альона Романовська 9 місце |
| NK (дівчата)               | Дар'я Ступак 3 місце     | Анна Трубецька 8 місце           | Ксенія Попова 12 місце     | Віолетта Козакова 13 місце |
| Дмитро Шуров (хлопці)      | Михайло Панчишин 1 місце | Іван Варава 10 місце             | Остап Скороход 11 місце    | Остап Скороход 11 місце    |
| Андрій Данилко (колективи) | «Yurcash» 2 місце        | «Каблуками по брусчатке» 5 місце | «KAZKA» 7 місце            | «KAZKA» 7 місце            |

- 1 місце — (переможець) — Михайло Панчишин, Львів, 19 років (Дмитро Шуров)
- 2 місце — (суперфіналіст) — Yurcash, Київ (Андрій Данилко)
- 3 місце — (фіналіст) — Дар'я Ступак, Київ, 22 роки (NK)
- 4 місце — (півфіналіст) — Олена Зуєва, Лиман, 32 роки (Олег Винник)
- 5 місце — «Каблуками по брусчатке», Київ (Андрій Данилко)
- 6 місце — Микола Ільїн, Мелітополь, 32 роки (Олег Винник)
- 7 місце — «KAZKA», Харків/Київ (Андрій Данилко)
- 8 місце — Анна Трубецька, Могилів, 18 років (NK)
- 9 місце — Олена Романовська, Київ, 52 роки (Олег Винник)
- 10 місце — Іван Варава, Хмельницький, 20 років (Дмитро Шуров)
- 11 місце — Остап Скороход, Астана, 22 роки (Дмитро Шуров)
- 12 місце — Ксенія Попова, Кривий Ріг, 21 рік (NK)
- 13 місце — Віолетта Козакова, Київ, 24 рік (NK)

## 9 сезон

### Фіналісти
Колірний ключ:
     — Переможець
     — Суперфіналіст
     — Фіналіст
     — Півфіналіст
     — Учасник вибув тільки за результатами голосування телеглядачів
     — Учасник вибув по голосуванню суддів і телеглядачів

| Категорія (наставник)   | Топ 13                 | Топ 13                     | Топ 13                       | Топ 13                       |
| ----------------------- | ---------------------- | -------------------------- | ---------------------------- | ---------------------------- |
| Олег Винник (дівчата)   | Ольга Жмуріна 4 місце  | Поліна Полонейчик 7 місце  | Маргарита Двойненко 10 місце | Маргарита Двойненко 10 місце |
| NK (колективи)          | «ZBSband» 1 місце      | «Jazzforacat» 9 місце      | «Duke Time» 5 місце          | «Duke Time» 5 місце          |
| Дмитро Шуров (30+)      | Ольга Цепкало 11 місце | Олександр Рябенко 13 місце | Марк Савін 3 місце           | Марк Савін 3 місце           |
| Андрій Данилко (хлопці) | Іван Іщенко 8 місце    | Олександр Ілюха 12 місце   | Дмитро Волканов 2 місце      | Петро Гарасимів 6 місце      |

- 1 місце — (переможець) — «ZBSband», Київ (NK)
- 2 місце — (суперфіналіст) — Дмитро Волканов, Бердянськ, 17 років (Андрій Данилко)
- 3 місце — (фіналіст) — Марк Савін, Київ, 32 роки (Дмитро Шуров)
- 4 місце — (півфіналіст) — Ольга Жмуріна, Київ, 29 років (Олег Винник)
- 5 місце — «Duke Time», Одеса (NK)
- 6 місце — Петро Гарасимів, Бортники, 26 років (Андрій Данилко)
- 7 місце — Поліна Полонейчик, Мінськ, 24 роки (Олег Винник)
- 8 місце — Іван Іщенко, Миргород, 20 років (Андрій Данилко)
- 9 місце — «Jazzforacat», Вінниця (NK)
- 10 місце — Маргарита Двойненко, Київ, 29 років (Олег Винник)
- 11 місце — Ольга Цепкало, Білогородка, 38 років (Дмитро Шуров)
- 12 місце — Олександр Ілюха, Київ, 24 роки (Андрій Данилко)
- 13 місце — Олександр Рябенко, Київ, 38 років (Дмитро Шуров)

## 10 сезон

### Фіналісти
Колірний ключ:
     — Переможець
     — Суперфіналіст
     — Фіналіст
     — Півфіналіст
     — Учасник вибув тільки за голосуванням наставника
     — Учасник вибув тільки за голосуванням телеглядачів
     — Учасник вибув за голосуванням суддів і телеглядачів

| Категорія (наставник) | Топ 12                  | Топ 12                            | Топ 12                | Топ 12 |
| --------------------- | ----------------------- | --------------------------------- | --------------------- | ------ |
| Ігор Кондратюк        | Еліна Іващенко 1 місце  | Анна Іваниця 6 місце              | Юрій Каналош 10 місце |        |
| Оля Полякова          | Марія Стопник 4 місце   | Георгій Колдун 2 місце            | «Чудові» 12 місце     |        |
| NK                    | Юлія Бордунова 11 місце | «Furman Trash Polka Band» 8 місце | Антон Вельбой 3 місце |        |
| Андрій Данилко        | «ROMAX» 5 місце         | Людмила Базелюк 9 місце           | Артем Забелін 7 місце |        |

- 1 місце — (переможець) — Еліна Іващенко (Ігор Кондратюк)
- 2 місце — (суперфіналіст) — Георгій Колдун (Оля Полякова)
- 3 місце — (фіналіст) — Антон Вельбой, Грунь, 19 років (NK)
- 4 місце — (півфіналіст) — Марія Стопник, Тернопіль, 21 рік (Оля Полякова)
- 5 місце — «ROMAX», Київ (Андрій Данилко)
- 6 місце — Анна Іваниця, Вінниця, 32 роки (Ігор Кондратюк)
- 7 місце — Артем Забєлін, Запоріжжя, 28 років (Андрій Данилко)
- 8 місце — «Furman Trash Polka Band», Київ (NK)
- 9-12 місце — Людмила Базелюк, Дубові Махаринці, 47 років (Андрій Данилко)
- 9-12 місце — Юрій Каналош, Павлово, 25 років (Ігор Кондратюк)
- 9-12 місце — Юлія Бордунова, Дніпро, 22 роки (NK)
- 9-12 місце — «Чудові», Вінниця/Біла Церква (Оля Полякова)

## Гості ефірів

### Гості 1-го сезону
- Перший прямий ефір —  Лара Фабіан
- Другий прямий ефір —  Валерій Меладзе
- Третій прямий ефір —  Океан Ельзи
- Четвертий прямий ефір —  Білан Діма Миколайович
- П'ятий прямий ефір —  Би-2
- Шостий прямий ефір —  Город 312
- Сьомий прямий ефір —  Патрісія Каас
- Восьмий прямий ефір —  Емма Шаплен
- Дев'ятий прямий ефір —  Мілявська Лоліта Марківна
- Десятий прямий ефір —  Марія Шерифович //  Тіна Кароль //  Олександр Рибак //  Алессандро Сафіна
- Одинадцятий прямий ефір —  Йолка //  Серьога

### Гості 2-го сезону
- Перший прямий ефір —  Кайлі Міноуг
- Другий прямий ефір —  Uma2rmaH
- Третій прямий ефір —  Бонні Тайлер
- Четвертий прямий ефір —  Сплін
- П'ятий прямий ефір —  Шер Ллойд
- Шостий прямий ефір —  Лорен Крісті
- Сьомий прямий ефір —  Ґлорія Ґейнор
- Восьмий прямий ефір —  BB Brunes
- Дев'ятий прямий ефір —  «Несчастный случай» //  Марія Рак
- Десятий прямий ефір —  Крейг Девід //  Градський Олександр Борисович //  Носков Микола Іванович
- Одинадцятий прямий ефір —  Йолка //  Сосєдов Сергій Васильович //  Марія Рак та Олексій Кузнєцов

### Гості 3-го сезону
- Перший прямий ефір —  Тото Кутуньйо
- Другий прямий ефір —  Олег Кензов
- Третій прямий ефір —  Дмитро Монатик
- Четвертий прямий ефір —  Діва Урсула
- П'ятий прямий ефір —  Люм'єр
- Шостий прямий ефір —  Романченко Віктор Дмитрович //  Дубцова Ірина Вікторівна
- Сьомий прямий ефір —  Войтюк Аркадій Аркадійович
- Восьмий прямий ефір —  Борисюк Ірина Йосипівна
- Дев'ятий прямий ефір —  Курасов Владислав Вікторович
- Десятий прямий ефір —  Кріс Норман //  Аль Бано //  Джамелія
- Одинадцятий прямий ефір —  Дубцова Ірина Вікторівна //  Сосєдов Сергій Васильович //  Володимир Герасименко //  Романченко Віктор Дмитрович

### Гості 4-го сезону
- Перший прямий ефір —  Brainstorm
- Другий прямий ефір —  Друга Ріка
- Третій прямий ефір —  СКАЙ
- Четвертий прямий ефір —  Діва Урсула
- П'ятий прямий ефір —  Наталія Могилевська
- Шостий прямий ефір —  Олександр Пономарьов
- Сьомий прямий ефір —  Євген Літвінкович
- Восьмий прямий ефір —  Тіна Кароль
- Дев'ятий прямий ефір —  Лоліта //  Боссон //  Ваєнга Олена Володимирівна
- Десятий прямий ефір —  Серьога

### Гості 5-го сезону
- Четвертий прямий ефір —  Ніно Катамадзе
- Сьомий прямий ефір —  Сара Коннор //  Гару //  Олег Скрипка
- Восьмий прямий ефір —  Ніно Катамадзе

### Гості 6-го сезону
- Перший прямий ефір —  Hurts
- Другий прямий ефір —  ONUKA
- Третій прямий ефір —  Brunettes Shoot Blondes
- Четвертий прямий ефір —  Один в каное
- П'ятий прямий ефір —  The Erised
- Шостий прямий ефір —  Марія Чайковська
- Сьомий прямий ефір —  Джамала //  Джеймс Артур //  Бонні Тайлер
- Восьмий прямий ефір —  The Maneken

### Гості 7-го сезону
- Перший прямий ефір —  Quest Pistols Show //  The Hardkiss
- Третій прямий ефір —  Антитіла
- Четвертий прямий ефір —  Один в каное //  Pianoбой //  ROZHDEN //  Олександр Пономарьов //  Альоша //  SunSay //  Олег Скрипка //  Віктор Павлик //  Lama //  Quest Pistols Show
- П'ятий прямий ефір —  O.Torvald
- Шостий прямий ефір —  Alekseev
- Сьомий прямий ефір —  Світлана Лобода //  Софі Елліс-Бекстор //  Kadebostany

### Гості 8-го сезону
- Перший прямий ефір —  NK //  LP
- Третій прямий ефір —  «Без обмежень»
- Четвертий прямий ефір —  Pianoбой //  Євген Хмара
- П'ятий прямий ефір —  Полиграф ШарикOFF
- Шостий прямий ефір — / Олег Винник
- Сьомий прямий ефір —  Ліз Мітчелл //  Натан Гошен //  O.Torvald
- Восьмий прямий ефір —  Mélovin

### Гості 9-го сезону
- Другий прямий ефір —  Mélovin
- Третій прямий ефір — / Олег Винник //  KAZKA
- Четвертий прямий ефір —  Михайло Панчишин
- П'ятий прямий ефір —  Дмитро Монатик // / Алекс Клар //  Мелані Чісхолм //  Вєрка Сердючка
- Шостий прямий ефір —  Дмитро Шуров та Pianoбой //  NK

### Гості 10-го сезону
- Перший прямий ефір —  «Без Обмежень»
- Другий прямий ефір —  «неАнгели» //  Mélovin //  Оля Полякова
- Третій прямий ефір —  NK //  «ONUKA»
- Четвертий прямий ефір —  Сергій Бабкін // / Олег Винник //  Оля Полякова //  Макс Барських
- П'ятий прямий ефір —  Вєрка Сердючка //  MONATIK //  alyona alyona //  Alekseev //  «Антитіла» //  Олександр Кривошапко //  Pianoбой //  Джамала //  Тіна Кароль

## Нагороди
- 2012 — Телетріумф у номінації «Форматна програма»
- 2011 — Телетріумф у номінації «Форматна розважальна програма»
- 2011—2013 — Телезірка в номінації «Улюблене талант-шоу»

## Галерея

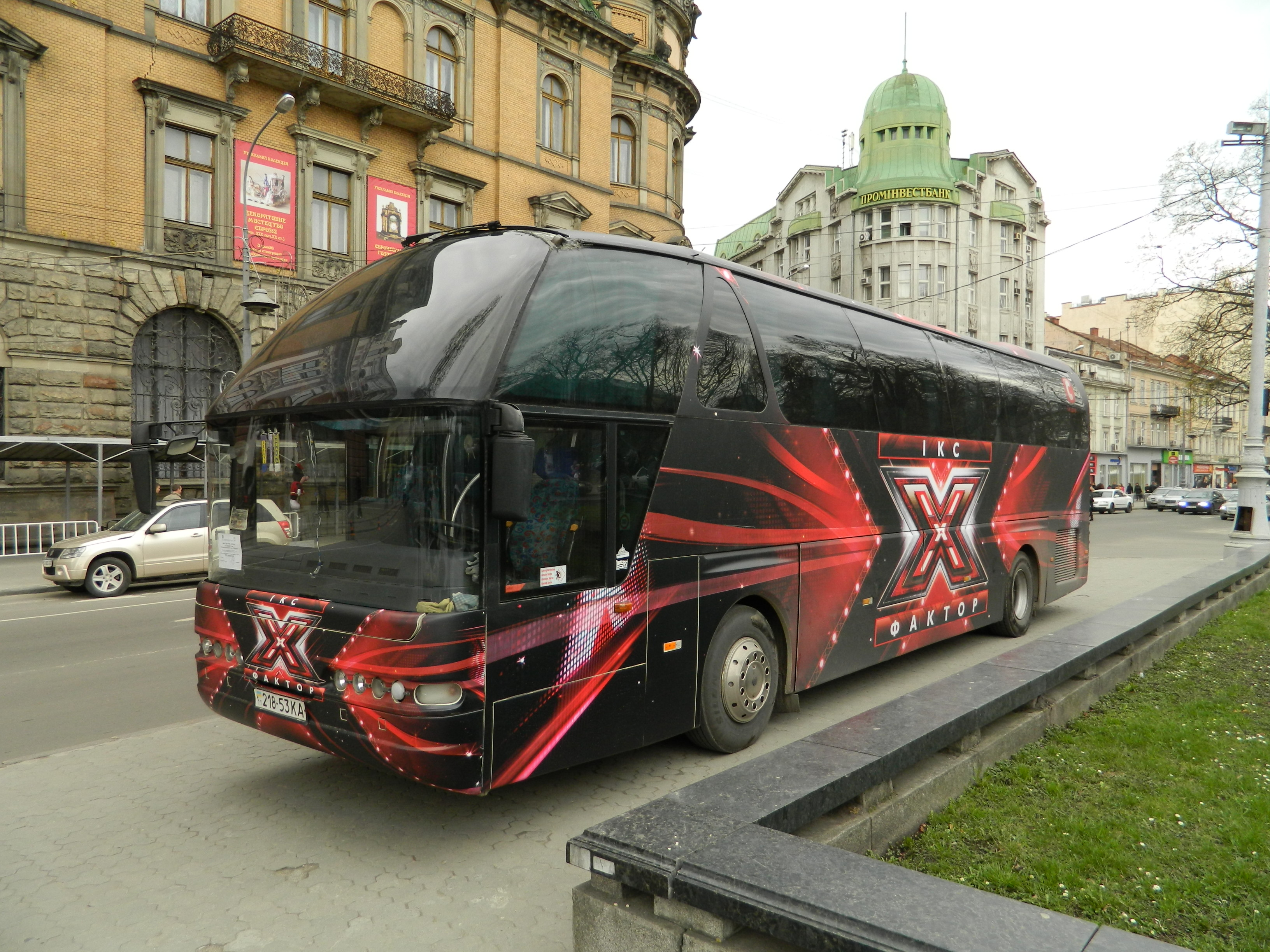
Автобус телепередачі у Львові у 2011 році